# خالد بن محمد بن علي
الشيخ خالد بن محمد بن علي بن عبد الله آل ثاني (1943 -) رجل دولة وأعمال قطري، عين وزيرًا للصحة بموجب القرار الأميري رقم (13) الصادر في 15/12/1409هـ، الموافق 18/7/1989م، ثم استقال من منصبه سنة 1991م.
لة عدة أعمال تجارية، وهو رئيس مجلس إدارة قطر للتأمين ويملك شركة خالد للأسمنت وهي أكبر شركة أسمنت في قطر ويملك شركة خالد العلمية وهي من أكبر الشركات العاملة في مجال المعدات الطبية ومستلزماتها، شارك في وضع الدستور الدائم للبلاد.
وله من الأولاد الذكور أحمد ومحمد وحمد.